# Kirkpatrick Glacier
Kirkpatrick Glacier är en glaciär i Antarktis. Den ligger i Västantarktis. Inget land gör anspråk på området. Kirkpatrick Glacier ligger 521 meter över havet.
Terrängen runt Kirkpatrick Glacier är platt åt sydost, men åt nordväst är den kuperad. Terrängen runt Kirkpatrick Glacier sluttar västerut. Trakten är obefolkad. Det finns inga samhällen i närheten.